# Belchertown (condado de Hampshire)
Belchertown es un lugar designado por el censo ubicado en el condado de Hampshire en el estado estadounidense de Massachusetts. En el Censo de 2010 tenía una población de 2.899 habitantes y una densidad poblacional de 222,39 personas por km².

## Geografía
Belchertown se encuentra ubicado en las coordenadas 42°16′19″N 72°24′10″O / 42.27194, -72.40278. Según la Oficina del Censo de los Estados Unidos, Belchertown tiene una superficie total de 13.04 km², de la cual 13.03 km² corresponden a tierra firme y (0.04%) 0.01 km² es agua.

## Demografía
Según el censo de 2010, había 2.899 personas residiendo en Belchertown. La densidad de población era de 222,39 hab./km². De los 2.899 habitantes, Belchertown estaba compuesto por el 91% blancos, el 1.79% eran afroamericanos, el 0.1% eran amerindios, el 2.69% eran asiáticos, el 0.14% eran isleños del Pacífico, el 1.69% eran de otras razas y el 2.59% pertenecían a dos o más razas. Del total de la población el 4.52% eran hispanos o latinos de cualquier raza.